# Alice Holt Forest

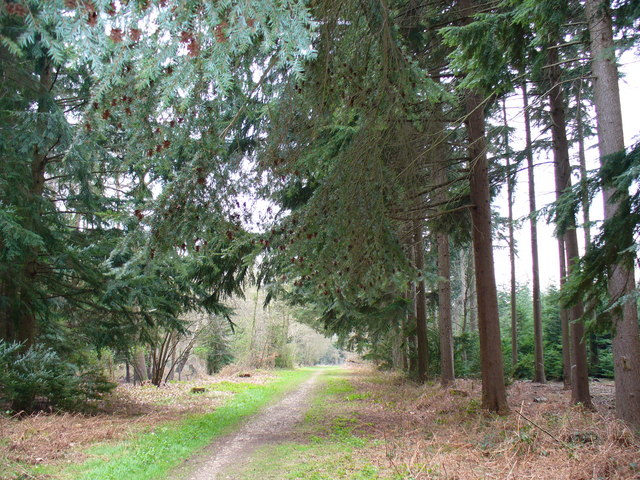
Escenario rural en el Alice Holt Forest

Alice Holt Forest es un bosque real en Hampshire (en la costa sur de Inglaterra, Reino Unido), situado unos 6,4 km (4 millas) al sur de Farnham, Surrey.
Fue un antiguo bosque de roble, en particular en los siglos XVIII y XIX en el sector de la madera, para la construcción de buques para la Armada Real. En la actualidad se plantan principalmente coníferas. La Comisión Forestal tomó a su cargo la gestión de los bosques en el año 1924, y una estación de investigación se creó en 1946 en el Alice Holt Lodge, una antigua casa señorial. El bosque es ahora parte de los South Downs National Park, que fue creado el 31 de marzo de 2010, y constituye el punto más septentrional de gateway en el parque.

## Topónimo
Se cree que la primera parte del nombre, Alice, probablemente fue sacada de Ælfsige, el Obispo de Winchester d. C. 984, cuyo Ven (o Diócesis) tenía derechos sobre el bosque y era responsable de la tierra de parte del rey. Se piensa que luego, con el tiempo, el nombre fue corrompido al nombre Alfsiholt, el que fue encontrado en documentos antes de la Conquista normanda (y más tarde en 1169), seguido de Alfieseholt en 1242, Halfyesholt en 1301, Aisholt en 1362 o 1363 y finalmente Alice Holt en 1373. La segunda parte del nombre es sacada del Viejo Holt inglés (bosquecillo), un tipo de madera al que se llamaba así cuando eran de una sola especie. Otra teoría, menos plausible, suponen que Alice podría ser una corrupción de Alor, Viejo término inglés para el aliso, o ysel, Viejo término inglés para la ceniza, refiriéndose a las cenizas dejadas en los bosques los numerosos hornos de cerámica Romano-británicos. El bosque fue llamado Alder Holt Wood por primera vez en la Serie de Mapas Surrey 1, mapa 8, el 1 de mayo de 1816.
OS Map Series 1 Map 8 Surrey.

## Geografía y ecología
El Bosque está situado en la zona oeste, se encuentra en un valle de arcilla que separa el río "chalk" el cual se extiende entre Farnham y Alton desde las colinas de malmstone (Greensand) alrededor de Binsted. Ocupa una meseta baja con una fuerte pendiente en los bordes donde hay depósitos de rocas producto de un río que fluía en el Pleistoceno, los restos de la antigua terraza fluvial pre-glacial del "Proto-Wey", se superponen a la pesada y húmeda arcilla.
Alice Holt Forest se ha comprobado en los bosques de roble que crecieron en su grueso Gault arcilla. En el siglo XVIII el célebre naturalista, Gilbert White, quien vive cerca de Selborne, contrasta Alice Holt con los adyacentes Woolmer. Él señala que "a pesar de que estos dos bosques sólo están separadas por una estrecha gama de cajas, y, sin embargo, dos suelos no pueden ser más diferentes; para Holt consta de una fuerte arcillosa, de un cieno naturaleza, llevar un buen césped, y en las que abundan encinas que serán maderas; mientras que Woolmer no es sino un hambriento, arena, áridos residuos", compuesto por "completamente de arena cubiertos de heath y helechos... sin tener un pie en toda la extensión".
El bosque es principalmente plantado ahora con coníferas. Según la Comisión de la Silvicultura, el parque Alice Holt Forest hoy cubre 851 hectáreas del pino principalmente corso pero aproximadamente 140 hectáreas del roble, plantado en 1815, todavía permanecen. Algunas especies frondosas también han sido introducidas de nuevo como la parte de un programa de regeneración. [6].

## Arqueología e historia

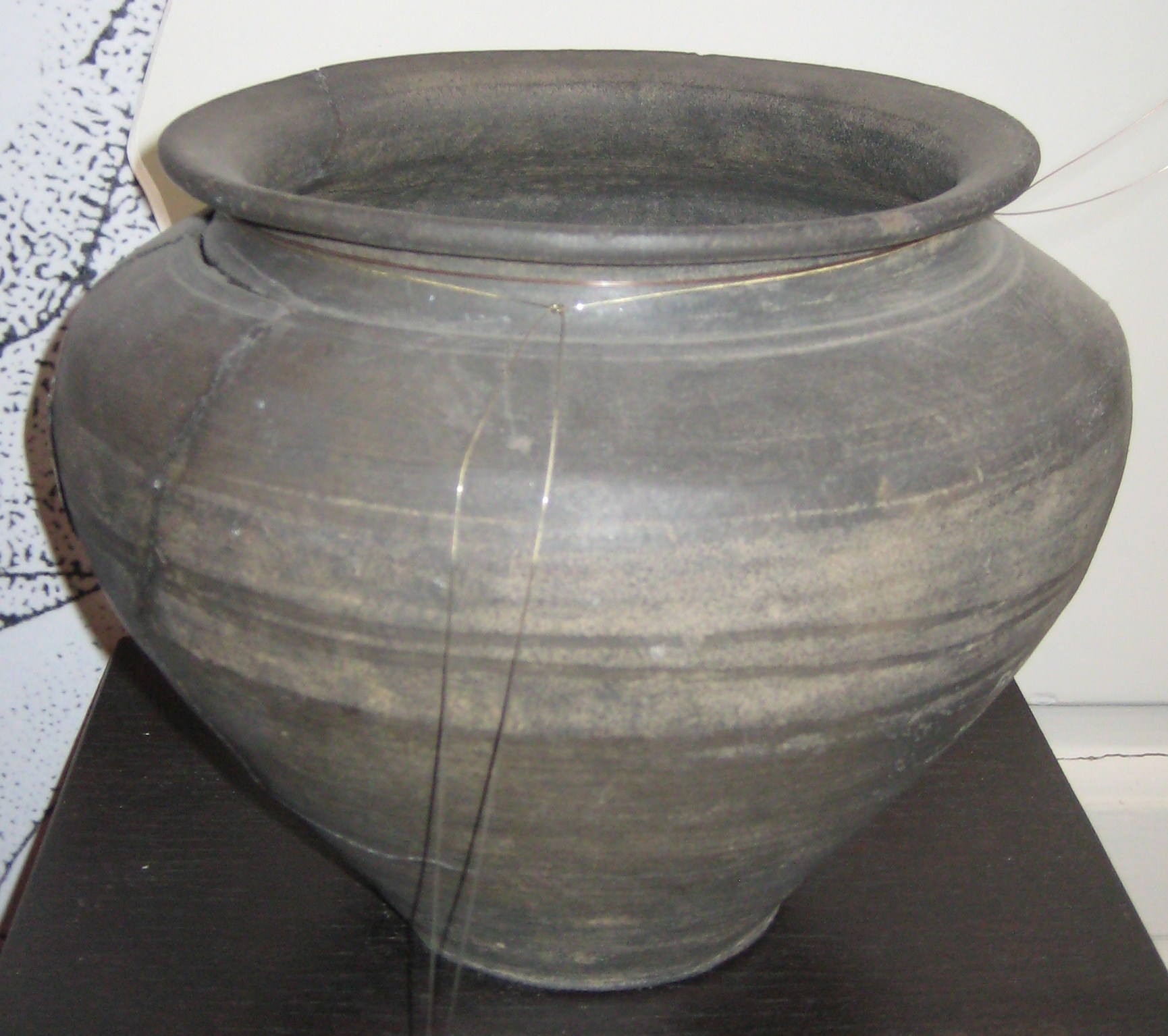
Urna cineraria romana de mercancías en Alice Holt, D.C., excavado cerca de la estación de Farnham en 1902.

Algunos hallazgos de útiles paleolíticos indican el uso de la zona por los cazadores de la Edad de Piedra durante períodos interglaciares anteriores, pero el bosque tal como la conocemos se originó en el periodo Atlántico, la fase cálida, húmeda, que siguió el retiro de la última edad de hielo en Gran Bretaña, hace unos 7000 años. Ocasionalmente mesolíticos pedernales muestran cazadores y recolectores utilizando el bosque, y aunque hay algunos túmulos de la Edad del Hierro, la zona parece haber sido escasamente poblada antes de la época romana, debido a su falta de idoneidad para la agricultura.
Los sitios del horno extensos y los barrizales asociados existen, que fecha de la ocupación de Roma en Gran Bretaña. El anticuario local comandante A.G. Wade emprendió investigaciones limitadas en los años 1930 y en los años 40. La investigación principal fue emprendida en los años 1970 por Alice Holt Survey Group, bajo la codirección de Malcolm Lyne y Rosemary Jefferies. Estos indicaron que el bosque y las áreas circundantes eran uno de los centros más importantes de la producción en gran escala industrial de la cerámica doméstica en Roman Britannia, suministrando hasta el 60 % de toda la cerámica encontrada en excavaciones en Staines y Londres y siendo transportado a través de Inglaterra del sudeste a lo largo de principios del siglo V, cuando la producción de la cerámica industrial cesó. Alice Holt da su nombre a un estilo de la cerámica diagnóstico particular a partir del período Romano-británico, Cerámica de Alice Holt, un artículo arenoso gris grueso.
.
El área era sujeta a la Ley Forestal (juntos con el Bosque Woolmer en gran parte sin árboles cercano) a partir del tiempo de William the Conqueror permaneció un Bosque Real.
Los bosques de Alice Holt y Woolmer, sólo separados por un estrecho cinturón de cultivo y tierras de pradera, eran considerados generalmente como un bosque de la época medieval por lo menos, estando bajo la misma administración desde tiempos inmemoriales y administrado por un director único Señor y de hecho eran conocidos una vez como el real bosque de Alice Holt y Woolmer.
A lo largo de la Edad Media hay referencias documentales secundarias a los ciervos (tanto rojas como en barbecho) y madera en el bosque conjunto, pero la primera revisión detallada fue hecha en 1635, y esto mostró su área total para ser 15,493 acres (6,270 ah); se dijo que esto ha sido más o menos igual que en el año 1300, aunque en tiempos más tempranos el bosque pueda haber sido bastante más grande. Poco había cambiado cuando una revisión adicional fue hecha en 1790, aunque para entonces 6,799 acres (2,751 ah) fueran privados.
A partir de los años 1770 se requirió que Alice Holt y los bosques de Woolmer se dedicaran principalmente a la producción del roble para la Marina Británica, aunque hubieran sido descuidados y sus árboles eran ya muy antiguos. El Teniente del Bosque fue despedido en 1811 y cuatro años más tarde la Oficina de Bosques inició un programa masivo de nueva plantación en 1,600 acres (650 ah). Los archivos del comercio de la madera del roble durante las guerras napoleónicas indican que los troncos fueron tomados no a Portsmouth, el puerto más cercano, pero 10 millas (16 km) por tierra al Río Wey en Godalming, Surrey, de donde fueron transportados o flotaron abajo a los astilleros del Támesis en Londres.
Muchos de los robles plantados en 1815 todavía estaban allí 100 años más tarde, pero muchos fueron talados entonces durante la Primera Guerra Mundial. El reemplazo de los robles por coníferas ocurrió entre las dos guerras mundiales y aceleró en la Segunda Guerra Mundial. Cuando la Comisión de la Silvicultura asumió a Alice Holt, Woolmer y otros bosques de la Corona en 1924, Alice Holt se había reducido mucho en el grado, cubriendo 2,142 acres (867 ah), y Woolmer era ligeramente más pequeño.
El 31 de marzo de 2010 el Bosque de Alice Holt, junto con el resto de Weald occidental, se hizo la parte del Parque nacional de South Downs. Recientemente el roble de Alice Holt ha sido usado para construir una réplica del Teatro del Globo de Shakespeare en Londres.

## Designaciones ambientales
El bosque es un Sitio designado al Interés para la Protección de la naturaleza. Esta parte es dedicada como un área de investigación, usada para estudios como la dinámica del carbón forestal, cambio ambiental y combustibles de madera.

## Facilidades para actividades
El bosque es uno de los destinos más populares de la Comisión de Silvicultura, atrayendo a más de 290,000 invitados por año. Sus instalaciones incluyen una cafetería, espacios naturales y estructuras de juego al aire libre para niños, bicicletas de alquiler, y más de 8 millas de caminos para andar e ir en bicicleta. La equitación es permitida en algunas partes del bosque. Un éxito notable ha sido el Ciclismo para todo el proyecto, que proporciona oportunidades para todas las edades y mejora las capacidades de salud y bienestar a través del ciclismo. El compañero del proyecto de la Comisión de la Silvicultura, CTC, ahora considera el Bosque de Alice Holt como un centro de competencia nacional para el ciclismo, y ha sido usado como un ejemplo de mejores prácticas para proyectos en otra parte.